# 아산 무궁화 축구단
아산 무궁화 FC(Asan Mugunghwa Football Club)는 대한민국 충청남도 아산시에 있었던 축구 선수단이다. 아산무궁화프로축구단이 운영했던 남자 프로 축구단이며, 2017년에 창단되었고 2019년에 해단되었다. 경찰대학 부설 기관인 무궁화체육단 축구단 소속 축구 선수를 임대해서 쓰는 축구단이었다.
안산시에 안산 그리너스 FC가 들어서면서 기존 경찰 축구단을 모체 구단으로 하는 안산 무궁화 축구단은 해체되었다. 이에 무궁화체육단은 경찰대학이 위치할 지역인 충청남도 아산시와 새로운 연고 협약을 맺고, 아산시를 새 연고지로 하는 아산 무궁화 축구단이 창단되었다. 초대 감독으로는 송선호 감독을 선임하였다.
상주 상무와 마찬가지로 대한축구협회에 소속된 축구 선수들의 군 복무와 운동 병행의 목적으로 활용된다. 단장은 총경이 맡으며, 축구단에 입대한 선수들은 의경의 지위를 가지었다.

## 역사

### 창단
2017년 1월 11일, 경찰 축구단과 아산시의 운영협약식 체결 및 새로운 엠블럼 발표가 있었다. 또한 사령탑으로 송선호 감독이 선임되었다. 동년 1월 16일, 한국프로축구연맹은 신생팀 자격으로 구단의 K리그 가입을 승인하였다. 이로써 구단이 전신인 안산 무궁화 축구단의 기록을 승계하지 않는 것이 확정되었다.
3월 5일 경남 FC와의 리그 첫경기를 통해 첫 경기를 소화하였고, 0:1로 패하였으며, 3월 11일 FC 안양과의 이순신종합운동장 첫 경기서 4:0 승리를 거두었다.
2017년 K리그 챌린지 최종순위는 3위를 거두었으며, 4위 성남 FC와의 준플레이오프에서 정성민의 골로 성남을 1:0로 이기고 정규 시즌 2위 부산 아이파크와 챌린지 플레이오프에서 대결했지만, 부산에게는 3:0으로 패배하면서 승격이 좌절되었다.
11월 29일 송선호 감독이 물러나면서 박동혁 수석 코치가 감독으로 승진하였다.

## 선수 선발과 복무 기간

### 선수 선발 (9월 ~ 10월 사이에 결정)
1. 연령은 선수선발 지원서 접수일 현재 만 27 세 이하
2. 한국프로축구연맹 소속 현역 선수로 등록된 자, 우수 선수 확보를 위한 공개 테스트 실시
3. 선발 1~3차 자체 T/F팀 위원회 개최
4. 인/적성검사
5. 면접
6. 최종선발위원회 개최로 합격자 결정

### 복무 기간
1. 선발된 선수는 의무경찰로 군입대하여 4주 간의 기초군사교육 후 3주간의 실무 교육후 경찰청축구단 선수로 배치
2. 의경복무기간 21개월 복무 후 전역

### 연도별 입대 선수
| 입대년도 | 선수                                                                                         | 선수                                                                                                   |
| 입대년도 | GK                                                                                           | 일반                                                                                                   |
| -------- | -------------------------------------------------------------------------------------------- | --- |
| 2017     | 박주원                                                                                       | 김현, 김종국, 김동철, 서용덕, 이주용                                                                   |
| 2017     | 이용, 민상기, 박선용, 김상필, 김민균, 박세직, 구대영, 김륜도, 조성준, 허범산, 김영남, 김부관 | |
| 2018     | 양형모, 최봉진                                                                               | 김동진, 김준수, 이한샘, 조범석, 김봉래, 김도혁, 이명주, 주세종, 황인범, 임창균, 안현범, 김선민, 고무열 |

## 코칭스태프
- 감독: 박동혁
- 코치 : 이정규
- 코치: 이완
- GK코치 : 권순형
- 의무 트레이너: 엄성현, 정성령

### 역대 감독
- 취임은 공식 취임식 일자이며 취임식이 없거나 미상인 경우 공식 선임 일자를 기재한다

| 순번 | 이름   | 취임       | 사임       | 재임시즌  | 비고                            |
| ---- | ------ | ---------- | ---------- | --------- | ------------------------------- |
| 1대  | 송선호 | 2016/12/08 | 2017/11/29 | 2017      |                                 |
| 2대  | 박동혁 | 2017/11/29 |            | 2018-2019 | 충남 아산 축구단 창단 감독 취임 |

## 우승 기록

### 국내 대회

#### 리그
- K리그2

● 우승 (1): 2018

## 시즌 결과
| 시즌 | K리그  | K리그 | FA컵 | FA컵 |
| 시즌 | 디비전 | 순위  | 대회 | 순위 |
| ---- | ------ | ----- | ---- | ---- |
| 2017 | 2부    | 3     | FA컵 | 16강 |
| 2018 | 2부    | 1     | FA컵 | 8강  |
| 2019 | 2부    | 7     | FA컵 | 3R   |

## 유니폼 스폰서와 메인 스폰서
| 기간  | 유니폼 스폰서 | 메인 스폰서 |
| ----- | ------------- | ----------- |
| 2017  | 푸마          | 아산시      |
| 2018- | 미즈노        | 아산시      |

## 참고 문헌
- “스포츠지원포털 등록 현황”. 대한체육회.
- “KFA 통합경기정보 시스템”. 대한축구협회.
- “K리그 데이터 포털”. 한국프로축구연맹.

## 같이 보기
- 경찰 축구단
- 안산 무궁화 FC